# Enclos paroissial de Saint-Servais
L'enclos paroissial de Saint-Servais est un enclos paroissial situé dans la commune de Saint-Servais (Finistère, Bretagne). Il inclut l'église Saint-Servais, un calvaire, un ossuaire et un cimetière. Il est classé monument historique en 1914.

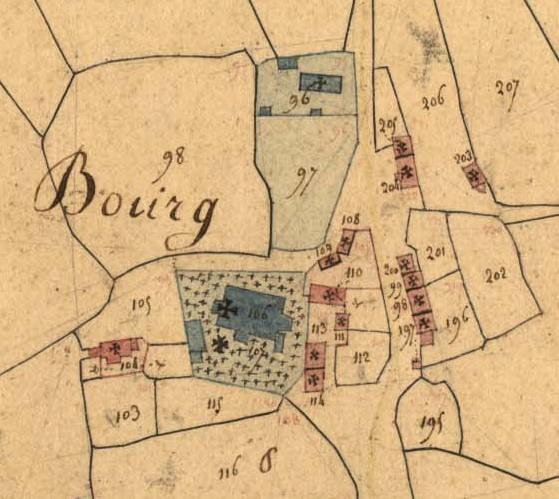
Plan de l'enclos en 1828. L'ossuaire et le calvaire sont visibles au sud-ouest.

## Galerie

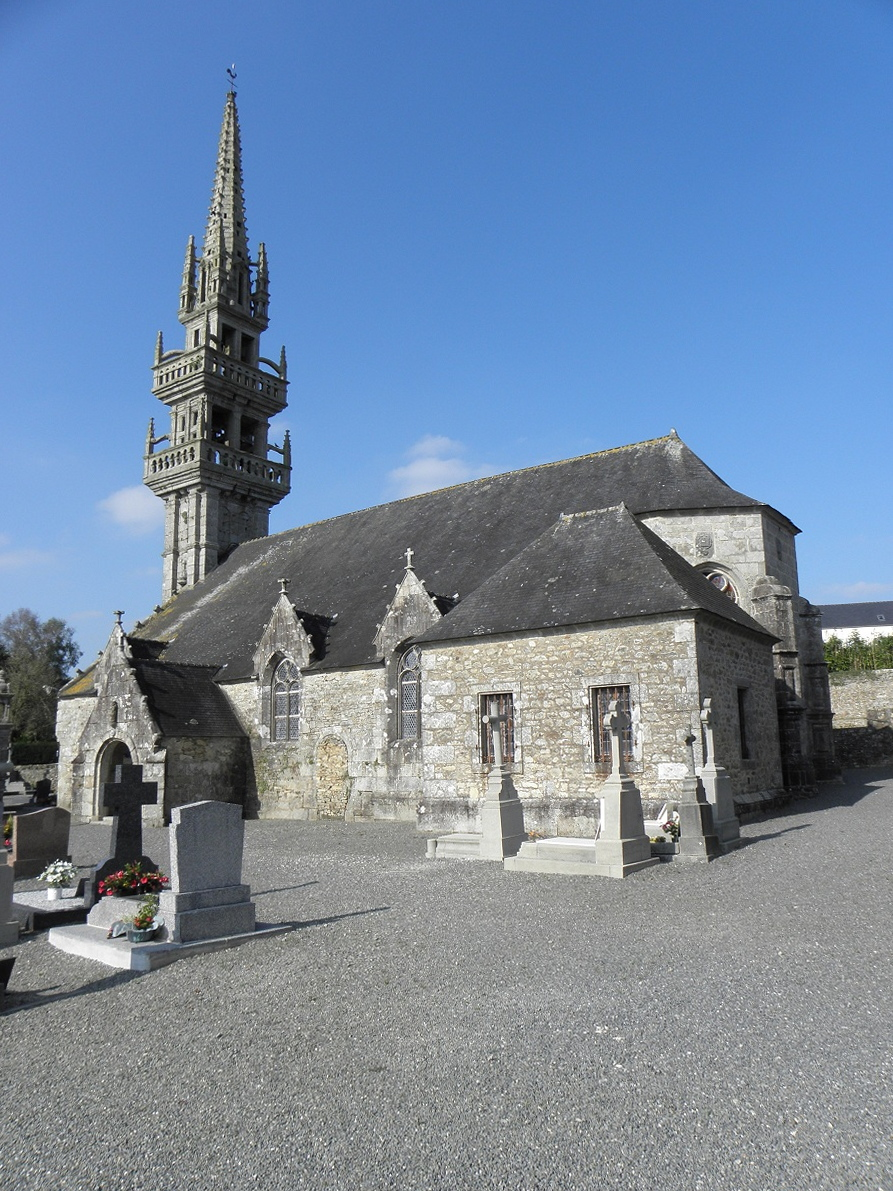
L'église.
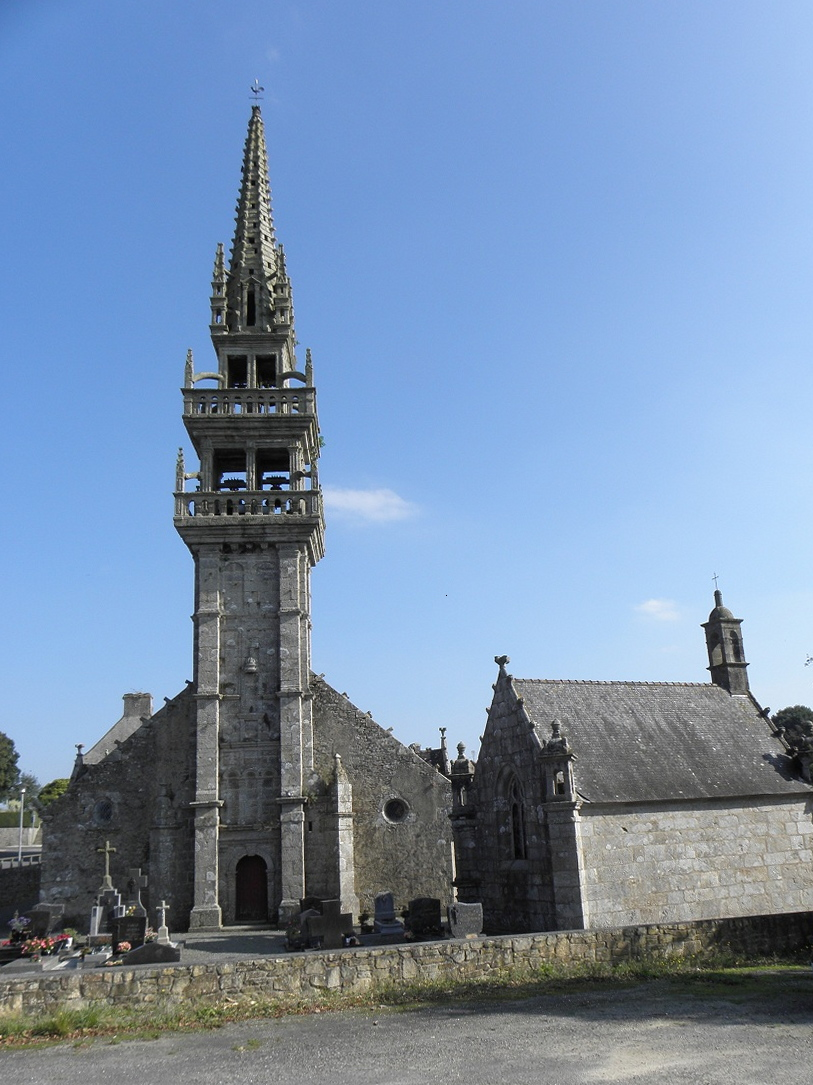
Eglise et ossuaire.
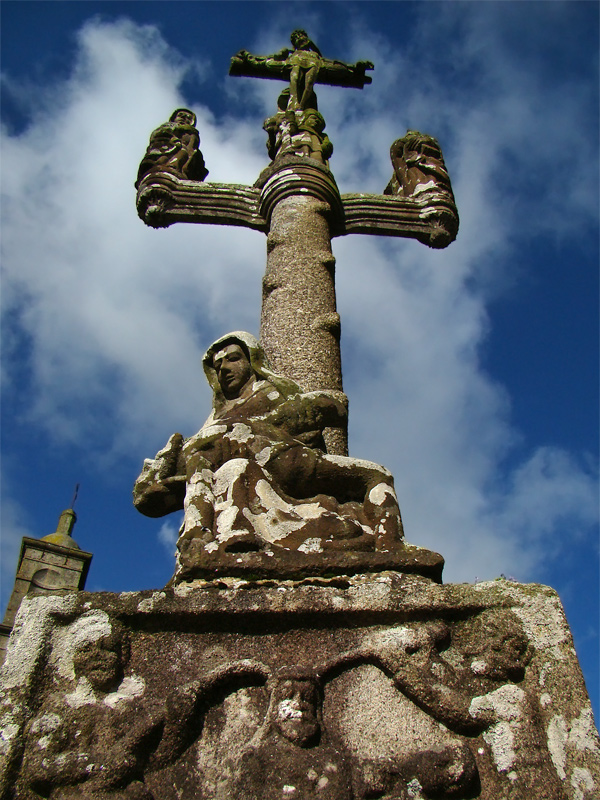
Calvaire.
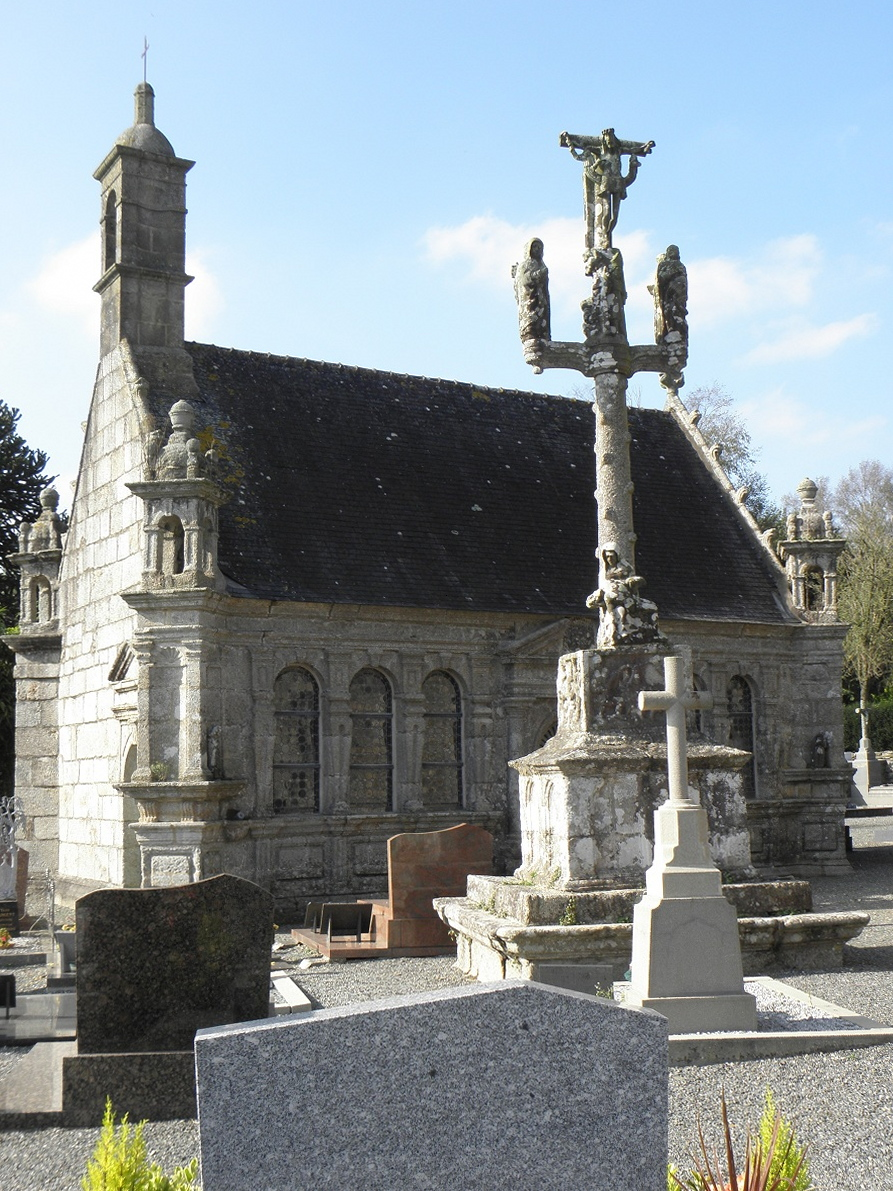
Calvaire et ossuaire.